# GN Store Nord
GN Store Nord — датская компания, производитель наушников и слуховых аппаратов под брендами Jabra, Beltone и SteelSeries.

## История

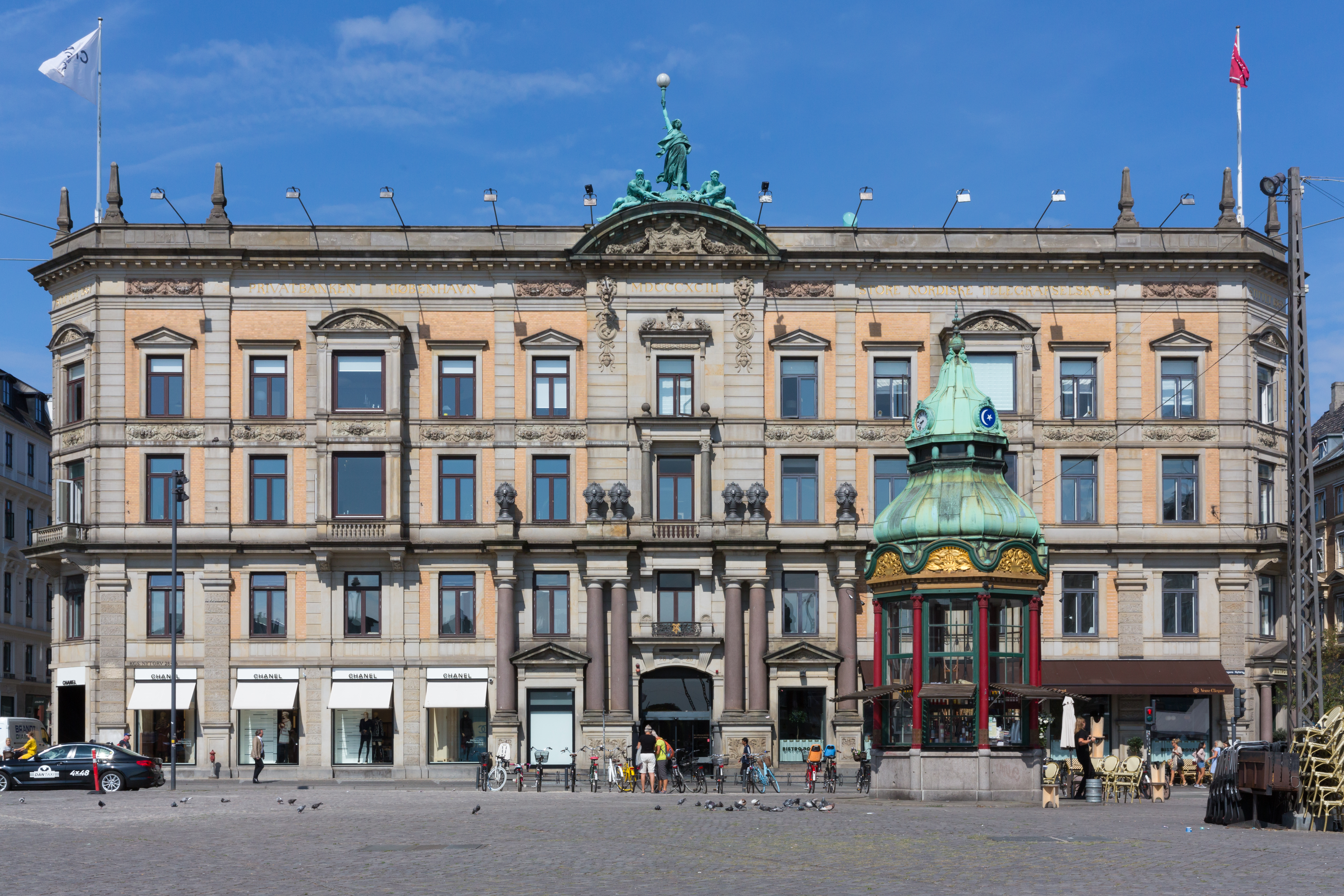
Штаб-квартира в Копенгагене на площади Kongens Nytorv с 1893 по 2003 год

Det Store Nordiske Telegraf-Selskab («Большая северная телеграфная компания») была основана в июне 1869 года в результате слияния трёх телеграфных компаний по инициативе датского промышленника Карла Фредерика Тьетгена. От своих предшественников компания получила телеграфные кабели, связывающие Данию, Норвегию, Англию и Россию; в ноябре 1869 года была завершена линия между Швецией и Финляндией. Центральная телеграфная станция сети находилась в Фредерисии. В 1871 году компания первой разработала телеграфный код для китайских иероглифов; к концу 1871 года была проложена телеграфная линия из Северной Европы в Гонконг (через Владивосток, Нагасаки и Шанхай). В 1875 году в Копенгагене была открыта фабрика по производству телеграфного оборудования. В 1904 году была проложена линия через Кяхту в Пекин, а в 1906 году — в Исландию. К 1907 году протяжённость телеграфной сети компании достигла 15,6 тыс. км. В начале 1918 года связь между европейской и азиатской частями сети была прервана и возобновлена только в марте 1922 года.
В 1930-х годах услуги телеграфа начали испытывать всё большую конкуренцию со стороны радио, и компания начала расширять деятельность в смежные отрасли. В 1939 году был куплен производитель химических источников питания Hellesens (эта компания была основана в 1889 году изобретаем сухого элемента Вильгельмом Хеллесеном). За годы Второй мировой войны почти вся сеть компании была повреждена, кроме того, истёк срок действия нескольких важных концессий; линия Хельсинки—Нагасаки была восстановлена к 1948 году, но деятельность в Китае была прекращена. В 1948 году была основана дочерняя компания Storno для разработки радиотелефонов и других систем радиосвязи (в 1976 году продана General Electric). В 1950 году началась замена обычных телеграфных проводов на коаксиальные, первый такой кабель был проложен из Дании в Великобританию. Новые кабели позволили начать предоставлять услугу телекса. Через несколько лет появились кабели с ретрансляторами, что дало возможность использовать их также для телефонной связи. В 1963 году был проложен кабель из Дании через Исландию и Гренландию в Канаду протяжённостью более 3 тыс. км и ёмкостью 24 телефонные линии. В 1967 году было достигнуто соглашение о модернизации линии между Данией и Японией через СССР; новый кабель ёмкостью 120 телефонных линий начал работу в 1969 году.
В 1960-х годах было начато производство телефонов-автоматов; к моменту прекращения выпуска в 1991 году было изготовлено 250 тыс. штук, они экспортировались в 35 стран мира. В 1977 году был куплен производитель слуховых аппаратов Danavox. В 1978 году был приобретён датский производитель электротехнического оборудования LK-NES.
В 1985 году компания сменила название на GN Stor Nord. В 1991 году для развития сотовой связи в Дании была создана компания Sonofon, совместное предприятие GN Stor Nord и американской корпорации BellSouth; в 2000 году Sonofon была продана норвежскому оператору связи Telenor и переименован в Telenor Denmark. В 2000 году был куплен американский производитель беспроводных гарнитур Jabra Corporation. В том же 2000 году был поглощён производитель слуховых аппаратов Beltone; он был основан в 1940 году и базировался в Чикаго. В конце 1990-х годов GN Store Nord вкладывала большие средства в подразделение по разработке оборудования для волоконно-оптических сетей NetTest; эти инвестиции себя не оправдали, в 2003 году NetTest была продана за 1 датскую крону инвестиционному фонду Axcel. Убытки, понесённые от NetTest, вынудили GN Store Nord продать целый ряд дочерних компаний, сосредоточившись на слуховых аппаратах и головных гарнитурах. В 2005 году в состав группы вошёл немецкий производитель слуховых аппаратов Interton, основанный в 1962 году. В 2016 году были поглощены Audigy Group и VXi Corporation (производитель гарнитур под брендами VXi и BlueParrott). В 2019 году был куплен разработчик систем для видеоконференций Altia Systems. В 2021 году был поглощён производитель игровой компьютерной периферии SteelSeries.

## Деятельность
Подразделения компании по состоянию на 2024 год:
- слуховые аппараты — разработка и производство слуховых аппаратов под брендами ReSound, Beltone[англ.] и Jabra; 39 % выручки;
- корпоративные системы — системы конференц-связи, оборудование для колл-центров, бренды Jabra, BlueParrott; 40 % выручки;
- игровые системы — игровая компьютерная периферия под брендами SteelSeries и KontrolFreek; 21 % выручки.

Слуховые аппараты выпускаются на собственных фабриках в Сямыне (КНР) и Джохор-Бару (Малайзия), также есть небольшие предприятия в Австралии, Дании, Индии, Испании, Канаде, США, Южной Корее и Японии. Корпоративные и игровые системы изготавливают независимые контрактные производители в Азии.
Выручка за 2024 год составила 18 млрд датских крон ($2,7 млрд), из них 40 % пришлось на Северную Америку, 39 % — на Европу.

### Деятельность в СССР

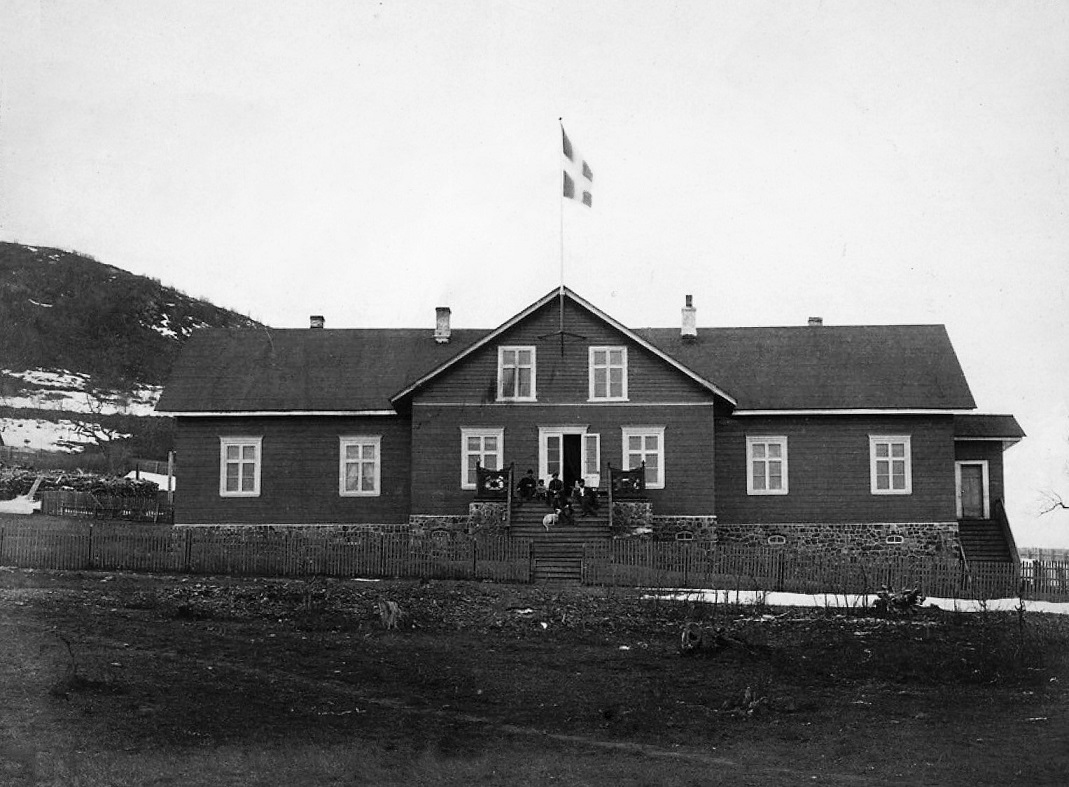
Дом Большого Северного телеграфного общества во Владивостоке. 1870-е годы. Фотография В. В. Ланина

Компания избежала национализации имущества в Советской России. На территории РСФСР действует с 1921 года на основании концессионного соглашения. По состоянию на 1930 год по территории России кабельные линии проходят по маршрутам Ленинград-Вологда-Свердловск-Омск-Иркутск-Благовещенск-Владивосток, и Ленинград-Москва-Самара-Челябинск-Омск-Иркутск-Кяхта-Урга-Пекин . Имелись представительства в зданиях телеграфа в Ленинграде, Москве, Свердловске, Омске, Иркутске, Троицкосавске и Владивостоке. По состоянию на 1 января 1931 года количество сотрудников компании во всём мире было 1862, из них в СССР — 262. Имелись представительства в Китае и Японии. В 1934 году было арестовано около 30 советских граждан, работавших на датскую телеграфную компанию. Во времена Большого террора многие телеграфисты были выдворены из страны. Благодаря переговорам руководства компании с наркомом иностранных дел Литвиновым удалось убедить Сталина в необходимости продолжать деятельность Большого Северного телеграфного общества. Однако деятельность компании в России была прекращена 31 декабря 1938 года, по истечении срока концессии. Таким образом, датская телеграфная концессия была последней крупной иностранной концессией в Советском Союзе.
Курт Якобсон, историк и преподаватель Копенгагенского университета, написал книгу о истории компании в XIX веке — «Красная нить сквозь страны и через эпохи — от Марии Фёдоровны до большевиков».

## Интересные факты
В 1869 году была конкуренция между различными телекоммуникационными компаниями. В этих условиях президент Большого северного телеграфного общества написал письмо датскому королю, тот написал письмо дочери Марии Фёдоровне, дочь сообщила мужу, великому князю Александру, а тот рассказал об этом своему отцу, императору Александру II. После того, как в 1918 году Мария Фёдоровна прибыла в Данию, датский король не стал ей помогать, Большое Северное телеграфное общество фактически финансировало Марию Фёдоровну начиная с 1923 года до 1928 года.
Родственные связи датской королевской семьи помогали работе не только биржевых дельцов, но и промышленных ловчил. Через Марию Федоровну, или, как ее продолжали называть в Дании, принцессу Дагмару, Датское телеграфное общество получило в свое время концессию на кабельную связь Европы с Владивостоком.А. А. Игнатьев, «Пятьдесят лет в строю», М., «Советский писатель», 1952 г.

## Известные сотрудники
- Ганзен, Петр Готфридович — переводчик Андерсена
- Хевисайд, Оливер — Датский изобретатель
- Тьетген, Карл Фредерик — основатель компании
- Дуэр, Томас Фредерик — директор компании в 1993, награждён орденом Дружбы народов